# La Mort de Néron
La Mort de Néron (en russe : Смерть Нерона) est un tableau de grand format du peintre russe Vassili Smirnov (1858-1890), achevé en 1888. Il fait partie de la collection du Musée russe à Saint-Pétersbourg (sous le numéro d'inventaire Ж-5592). Ses dimensions sont de 177,5 × 400 cm,.
Vassili Smirnov a travaillé sur cette toile en 1886-1888, alors qu'il était en Italie à Rome, comme pensionnaire pour un séjour de quatre ans. En 1888, quand le tableau est terminé, Smirnov l'envoie à Saint-Pétersbourg comme justification de son travail de pensionnaire de l'Académie. Le conseil de l'Académie impériale des Beaux-Arts salue le travail de Smirnov et lui attribue le titre d'académicien de peinture d'histoire. Puis la toile est exposée à l'exposition de l'Académie de 1889, et est achetée par l'empereur Alexandre III.
Le tableau représente un évènement de l'histoire de la Rome antique du Ier siècle de notre ère, lié au suicide de Néron, empereur romain renversé. Pour sauver son corps mort de l'opprobre, sa concubine Claudia Acte et deux anciennes nourrices, Eglogé et Alexandria, viennent le chercher. Elles l'enferment ensuite dans le tombeau de famille des Domitii du côté du Champ de Mars sur la colline de Pincio dans un sarcophage de porphyre surmonté d'un autel en marbre.
Ce tableau est considéré comme l'œuvre la plus connue de Vassili Smirnov, mort de tuberculose à 32 ans, deux ans après avoir terminé cette toile.

## Description du sujet
Le sujet est lié à l'histoire de la Rome antique durant l'année 68 de notre ère. Pour concevoir sa toile, Smirnov est parti de la narration de la mort de Néron que Suétone transmet dans son ouvrage Vies des douze Césars. Lorsque l'empereur Néron est renversé par des troupes rebelles, il tente de se cacher dans la villa de son affranchi Phaon, en banlieue de Rome. Apprenant que le Sénat romain l'avait déclaré ennemi public et qu'on le recherchait pour le supplicier suivant la coutume ancêstrale romaine, Néron se mit à pleurer et à répéter : « Quel artiste va périr avec moi ? » (latin : Qualis artifex pereo). Lorsque les cavaliers chargés de le capturer s'approchent de la villa, Néron récite en tremblant ce vers d'Homère : « Le galop des coursiers résonne à mes oreilles ». Puis il s'enfonça le fer dans la gorge avec l'aide d'Épaphrodite, son maître de requêtes.

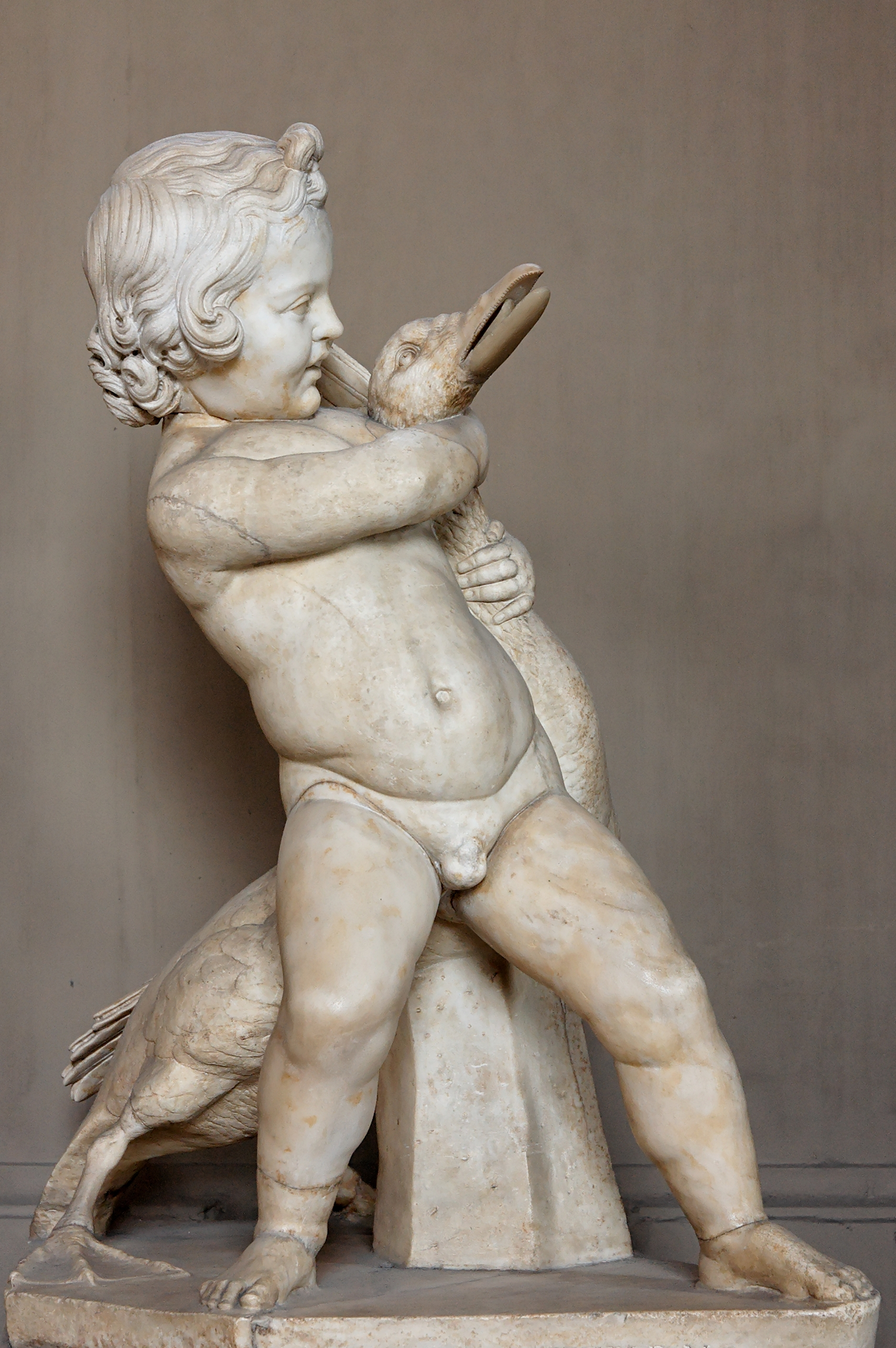
L'Enfant à l'oie, Musée du Vatican, copie en marbre de l'original en bronze Boéthos de Chalcédoine (vers 300 avant notre ère).

L'attention du spectateur est attirée par les trois femmes qui sont venues chercher la dépouille mortelle de Néron. Elles sont disposées du côté droit du tableau si bien que le côté gauche semble vide. Claudia Acte, concubine et ancienne maîtresse de Néron regarde ce « corps étendu d'un tyran suicidaire », devant lequel sa figure majestueuse s'oppose à « l'insignifiante apparence de Néron ». Les images des esclaves nourricières Eglogé et Alexandria sont expressives. Elles sont décrites comme suit dans l'ouvrage Histoire de l'art russe : « Le portrait des esclaves apportant une civière est bien réussi. Le rythme des flexions des personnages penchés est très inspiré : leurs efforts sont perceptibles dans les bras, leur anxiété s'exprime dans leurs épaules raides et penchées, l'expression tendue des visages suggèrent qu'un évènement important s'est produit. La figure de la plus âgée des deux enveloppée dans un manteau gris est particulièrement expressive ».
Les femmes représentées se tiennent toutes les trois en silence, et leur silence « s'apparente au silence de la mort, peut-être troublé légèrement par le bruissement d'une feuille morte glissant le long des marches de marbre du trottoir ».
À propos d'Acté, Ernest Renan écrit en 1873 dans l'Antéchrist : 

« Cette pauvre fille, humble, douce,... fut le premier amour de Néron adolescent. Elle lui fut fidèle jusqu'à la mort, nous la retrouvons à la villa de Phaon, rendant pieusement les derniers devoirs au cadavre dont tout le monde s'écartait avec horreur... Le jour où Acté a déposé le cadavre sanglant de Néron dans la sépulture des Domitius, elle pleura sans doute sur la profanation des dons naturels connu d'elle seule. »

L'une des caractéristiques de la palette de couleur du tableau est le choix des tons rouge dominants, représentés par de multiples nuances. Les trois femmes sont représentées sur un fond de mur de couleur rouge pompéien, qui rappelle la couleur du sang coagulé. Claudia Acte tient dans ses mains « un voile vermeil brodé d'or », qui va lui servir à couvrir le corps de Néron. La représentation de ce drap sur un fond de mur rouge représente une recherche complexe des couleurs. Le corps de Néron, immobile dans une mare de sang rouge foncé, contraste fortement avec la sculpture blanche représentée à gauche de la toile : L'Enfant à l'oie.

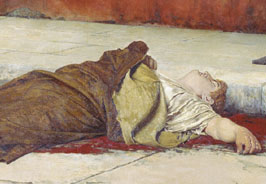
Le corps de Néron gisant (fragment du tableau).

Le critique d'art Vladimir Tchouïko (ru) dans un essai sur les expositions d'art de l'année 1889 rapporte que Smirnov avait joint à son tableau La Mort de Néron un texte rédigé en français par l'écrivain et historien Ernest Renan dans son ouvrage L'Antéchrist. Le texte est le suivant : « Ses deux nourrices et Acté, qui l'aimaient encore, l'ensevelirent secrètement, en un riche linceul blanc, broché d'or… ». Tchouïko affirme que, dans le texte cité, Smirnov avait été omis délibérément le mot blanc parce qu'il avait l'intention de représenter un linceul rouge. En même temps, il faut remarquer que la couleur du drap indiquée par Renan était entièrement conforme à la description de Suetone, selon lequel le corps de Néron était enveloppé dans des tissus blancs brodés d'or.
La palette des couleurs de la toile est dominée par des tons crépusculaires correspondant à la lumière diffusée ; le tableau ne porte pas de taches de lumière ni d'ombres profondes. La critique d'art Elena Gordon suggère que l'abondance des différentes nuances de rouge combinées au gris est utilisée pour obtenir un effet psychologique sur le spectateur, un effet-choc extra-artistique. Le spectateur perçoit le mur de couleur rouge pompéien comme un « linceul sanglant fermant l'horizon ». Grâce à cette toile étirée horizontalement, le peintre crée un effet narratif qui peut être comparé à l'effet produit au cinéma par un format écran large. Qui plus est, le mouvement du regard du spectateur d'une partie de l'image à l'autre ressemble à celui que ferait une caméra imaginaire.

## Histoire
En qualité de pensionnaire de l'académie, en 1884, Smirnov voyage en Italie, après être passé par Vienne en cours de route. À partir de 1884, il s'installe à Rome, mais jusqu'à l'automne il visite de nombreuses villes italiennes. Puis il poursuit son voyage vers la France, l'Angleterre, la Belgique, les Pays-Bas, l'Allemagne et la Tchéquie,.
Revenu à Rome à l'automne 1884, Smirnov s'installe avec le peintre Vassili Savinski (ru), qui comme lui, était un élève de Pavel Tchistiakov. Savinski correspond souvent avec Tchistiakov qui est en Russie et, en janvier 1886, il lui écrit ceci : « Vous me demandez ce que fait Smirnov ? Il a commencé un tableau sur le thème de la mort de Néron et Acte qui vient pour enterrer sa dépouille mortelle. Il avait déjà commencé un autre tableau : Les Apôtres Pierre et Jean au Saint-Sépulcre, mais maintenant sur le conseil de Valeri Iakobi (en) il a abandonné ce projet et dit lui-même qu'il n'est pas satisfait de sa composition »,.
Par ailleurs, la première toile réalisée par Smirnov durant son voyage en Italie est terminée en 1887. Elle est intitulée Le Triomphe de Poppée sur Octavia, dont l'intrigue est également liée à la vie de Néron, lorsque Poppée, sa deuxième épouse, obtient en cadeau la tête de sa première épouse Claudia Octavia. L'emplacement de ce tableau est actuellement inconnu.
Durant l'été 1887, Smirnov retourne quelque temps en Russie. Ce voyage est, semble-t-il, lié à la mort de son père, Sergueï Séménovitch Smirnov. Puis il revient en Italie, où en 1888 il termine son travail sur son tableau La Mort de Néron. Ce tableau est ensuite envoyé à Saint-Pétersbourg comme rapport final de son voyage de pensionnaire de l'académie. Cela lui vaut, le 31 octobre 1888, le titre d'académicien attribué par le conseil de l'Académie impériale des Beaux-Arts. La toile est ensuite exposée à l'exposition académique de 1889 et est achetée par l'empereur Alexandre III.
En janvier 1889, Vassili Smirnov est nommé professeur-superviseur des classes de dessin de l'Académie des beaux-arts. Mais en octobre de la même année il est atteint de tuberculose, ce qui l'oblige à retourner en Italie où le climat est plus clément pour lutter contre cette maladie. Il ne s'est pas remis de cette maladie et, en décembre 1890, alors qu'il n'est âgé que de 32 ans, il meurt dans un wagon de train entre les stations de Koubinka et de Golytsino à proximité de Moscou.
En 1898, le tableau est transféré du Palais de Gatchina au Musée russe qui vient d'être crée par Alexandre III. Actuellement, le tableau La Mort de Néron est exposé dans la salle no 21 du Palais Mikhaïlovski, où sont conservés également d'autres tableaux de grand format de différents peintres académiciens tels que : Martyrs chrétiens au Colisée de Constantin Flavitski et Phryné aux fêtes de Poséidon à Éleusis, du peintre Henryk Siemiradzki.

## Vie des douze Césarsde Suétone
Marcel Jouhandeau, dans sa préface à la Vie des douze Césars de Suétone écrit : 

« ... peut-être n'y a-t-il pas dans les trois livres de Suétone page plus pathétique que celle où il nous montre mourir Néron, abandonné du Ciel et de la Terre, quand tout se dérobe à son appel, que toutes les portes se ferment devant lui, que, déclaré ennemi public, pour échapper au sort qui l'attend, celui de mourir sous le fouet, le cou passé dans une fourche, il se tue en se proclamant lui-même Artifex. Qualis Artifex ! »

Le texte de Suétone décrit comme suit la fin de Néron :

« Il ordonna de creuser devant lui une fosse à la mesure de son corps... à chacun de ses préparatifs, il pleurait et répétait à tout instant : Quel artiste va périr avec moi... Et  lorsqu'on lui apprit qu'on dépouillait le condamné et qu'on lui passait la tête dans une fourche et qu'on le battait de verges jusqu'à la mort, épouvanté, il saisit deux poignards qu'il avait emporté avec lui, en essuya successivement les pointes, puis les remit dans leurs gaines, en prétextant que « l'heure marquée par le destin n'était pas encore venue ». Déjà s'approchaient les cavaliers auxquels on avait recommandé de le ramener vivant. Lorsqu'il les entendit, il récita en tremblant ce vers d'Homère dans l'Iliade : Le galop des coursiers résonne à mes oreilles puis il s'enfonça le fer dans la gorge, avec l'aide d' Épaphrodite, son maître des requêtes... Il expira et ses yeux sortant de sa tête prirent une telle fixité qu'ils inspiraient l'horreur et l'épouvant de ceux qui les virent »

.

## Avis et critiques
Le critique d'art Dmitri Sarabianov estime à propos de La Mort de Néron que, parmi les peintures évoquant le sang et la mort, elle est superbe. Selon lui, Smirnov a réussi à placer habilement les personnages et les objets dans l'espace. Grâce à sa toile étirée dans un plan et le cadavre du tyran couché dans un axe différent et plus rapproché, il permet au spectateur de devenir le témoin le plus proche de cette mort spectaculaire qu'est le suicide théâtral du grand acteur. Il introduit ainsi le spectateur dans un mystère historique intrigant.
La critique d'art Natalia Mamontova fait observer que Smirnov était resté l'un des derniers représentants de l'académisme. En même temps, sa technique plastique contenait des idées qui reflétaient la tendance de l'art européen occidental de cette époque. Par sa composition, ses couleurs et son dynamisme décoratif, Smirnov donne une idée de ses compétences mais aussi une leçon d'art contemporain.
Dans l'encyclopédie Peinture académique de salon, les critiques d'art Guennadi Romanov et Alexandre Mouratov reconnaissent l'importance de la contribution artistique de Vassili Smirnov, en particulier pour le tableau réalisé durant son séjour en Italie, La Mort de Néron. Les critiques remarquent également que cette toile, à la différence de celles de Constantin Flavitski ou d'Henryk Siemiradzki, ne reprend pas les modèles de l'école de Karl Brioullov ni des Ambulants ou de Fiodor Bronnikov et ils retrouvent chez Smirnov une proximité avec l'art nouveau d'Europe occidentale, qu'il a anticipé dans ce tableau sur Néron.
L'historienne d'art Nonna Iakovleva estime que cette toile de Smirnov peut être considérée comme un tableau annonciateur d'autres tableaux des peintres de l'association Mir Iskousstva, qui s'est formée à la fin des années 1890 en Russie. Dans son livre Peinture russe historique, elle écrit : « Trois objets morts : le corps de l'empereur, une feuille morte et la statue de l'Enfant à l'oie, résonnent d'un accord silencieux, dans un hymne à l'art, dont la valeur est éternelle face à la vanité fragile de l'agitation humaine ».